# Первый дом де Бурбон
Первый дом Бурбонов (фр. Première maison de Bourbon) — средневековый французский дворянский род, известный с начала X века. Название произошло от их сеньории с центром в Бурбон-л’Аршамбо в Оверни. Род угас по мужской линии в 1171 году, а его владения посредством браков унаследовал сначала представитель рода Дампьеров, а затем Капетингов, ставший родоначальником второго рода Бурбонов.

## История

сеньория Бурбон

Точное происхождение рода неизвестно. В конце XVII века появилась версия о происхождении Эмара де Бурбона, первого достоверно известного представителя рода, из дома Нибелунгидов, состоявшего в родстве с Каролингами. В качестве вероятного отца указывается Нивелон (Нибелунг) IV (ум. около 880), граф Вексена и Шамона. Эта версия основана на ряде актов монастыря Сент-Мари д'Аларкон, которые современные историки считают подделкой. В этих актах упоминаются 2 брата, Роберт и Адалельм, умершие до 924 года, однако их существование (как и существование четырёх младших сыновей и дочери) не подтверждается никакими другими источниками. В настоящее время эта версия считается неубедительной, поскольку ни один из потомков Аймара не носил имена, характерные для Нибелунгидов.
О первых представителях рода известно мало. Эмар владел замком Бурбон (сейчас — Бурбон-л’Аршамбо) в Оверни и был вассалом графа Буржа. Впервые он был упомянут в 913 году, когда король Карл III Простоватый в награду за верность пожаловал ему несколько владений, расположенных в Берри, Оверни и Отёне на берегу реки Алье. Кроме того, он возглавлял вигерию Шатель-де-Нёвр, расположенную на границе Оверни и Берри. Его внук Аршамбо II увеличил свои владения за счёт земель графа Невера Ландри, а также после смерти своего бездетного дяди, Эда де Монлюсона, присоединил сеньорию Монлюсон. Из его 4-х сыновей младший, Эмон (ум. 1071), был архиепископом Буржа, а старший, Аршамбо III Молодой, построил замок Блот. Его сын Аршамбо IV Сильный присвоил церковное имущество и конфликтовал с монахами монастырей Эво-ле-Бен и аббатом Клюни, что не помешало ему ещё больше расширить владения рода. Кроме того, он был первым представителем рода, который перенёс свою резиденцию из Сувиньи в замок Мулен.
Аршамбо IV оставил несколько сыновей. Старший сын, Аршамбо V Благочестивый, умер вскоре после отца, оставив единственного сына Аршамбо VI. Поскольку тот был ещё ребёнком, то опекуном стал его дядя, Эмон II Пёстрая Корова, младший из сыновей Аршамбо IV, который попытался отстранить племянника от управления. По сообщению аббата Сугерия, Алар Гильебо, сеньор де Шато-Мельян, женившийся на матери Аршамбо VI, от его имени обратился к королю Людовику VI за поддержкой против узурпатора. Людовик вторгся в Бурбонне и принудил Эмона сдаться, вернув власть племяннику. Впрочем Аршамбо VI, вероятно, не оставил детей, поскольку в 1120 году в качестве сеньора Бурбона упоминается уже Аршамбо VII де Бурбон, сын Эмона II. 
Жена Аршамбо VII, Агнесса, вероятно была дочерью графа Савойи Гумберта II и сестрой королевы Аделаиды, жены Людовика VI, что сделало его соратником короля. Его единственный сын Аршамбо (VIII) Молодой умер раньше отца, в результате после смерти Аршамбо VII в 1171 году единственной наследницей стала его малолетняя внучка Матильда I де Бурбон. Её первым мужем был Гоше IV де Макон (ум. 1219), сеньор де Солен. Разведясь с ним в 1195 году, она вскоре вышла замуж за шампанского сеньора Ги II де Дампьера, который и унаследовал по праву жены сеньорию. Их старший сын, Аршамбо VIII де Бурбон, стал родоначальником рода Бурбон-Дампьер, после угасания которого посредством брака владения рода унаследовал сначала представитель Бургундского дома, а затем — Роберт де Клермон, один из сыновей короля Людовика IX, ставший родоначальником нового рода Бурбонов.

## Генеалогия
- Эмар (Адемар) (ум. до января 954); жена: Ирменгарда[2].
  - Эмон I (900/905 — после 954), сеньор де Бурбон; жена: Альдезинда[2].
    - Жеро (ум. после 954)[2].
    -  Аршамбо I де Бурбон (930/935 — после 990), сеньор де Бурбон; жена: Ротгардис[2].
      - Аршамбо II (960/970 — 21 мая 1031/1033), сеньор де Бурбон; жена: Ирменгарда[2].
        - Аршамбо III Молодой (ок. 1000 — 16 августа 1078), сеньор де Бурбон с 1031/1033; 1-я жена: Белетруда; 2-я жена: Ореа[2].
          - (от 1-го брака) Аршамбо IV Сильный (ок. 1030 — 22 сентября ок. 1095), сеньор де Бурбон с 1078; жена: Бельярда[2].
            - дочь; муж: Амелиус де Шамбон[2].
            - Аршамбо V Благочестивый (ум. после 1096), сеньор де Бурбон с ок. 1095[2].
              -  Аршамбо VI Ученик (ум. ок. 1116), сеньор де Бурбон[2].

            - Пьер де Блот[2].
              - Пьер де Блот[2].

            - Бернар[2].
            - Эмон II Пёстрая Корова (ум. до 27 марта 1120), сеньор де Бурбон с ок. 1116; Люсия Неверская, дочь Гильома II, графа Тоннера[2].
              - Аршамбо VII де Бурбон (ум. 1171), сеньор де Бурбон; жена: Агнесса (ум. после 1180), возможно дочь Гумберта II, графа Савойи[2].
                - Аршамбо (VIII) Молодой[фр.] (29 июня 1140 — 26 июля 1169); жена: с ок. 1164 Алиса Бургундская (ок. 1146 — 1192), дочь Эда II, герцога Бургундии, и Марии де Блуа-Шампань[2].
                  -  Матильда I де Бурбон (1165/1169 — 18 июня 1228), дама де Бурбон с 1171/1173; 1-й муж: до 1183 (развод 1195) Гоше IV де Макон[фр.] (ум. 1219), сеньор де Солен; 2-й муж: до 1196 Ги II де Дампьер (ум. 18 января 1216), сеньор де Дампьер с 1161, коннетабль Шампани, сеньор де Бурбон (по праву жены) с ок. 1196, сеньор де Монлюсон в 1202[2].

                -  дочь; муж: Эбль IV (ум. после 1188), сеньор де Шарантон[2].

              - Гильом, сеньор де Монлюсон[2].
              -  дочь; муж: Аршамбо, сеньор де Сен-Жеран[2].

            - Ирменгарда де Бурбон; 1-й муж: с 1070 (развод до 1076) Фульк IV Ле Решен (1043 — 14 апреля 1109), граф Анжу с 1068; 2-й муж: Гильом, сеньор де Жалиньи[2].
            -  (незак.) Эббо[2].
              -  Эббо[2].

          - (от 1-го брака) Альбин (ум. до 20 сентября 1077)[2].
          - (от 1-го брака) Жеро[2].
          -  (от 1-го брака) дочь[2].

        - Альбин (ум. после 1048/1049)[2].
        - Жеро (ум. после 1024/1025)[2].
        -  Эмон[фр.] (ум. 30 мая или 5 июня 1071), архиепископ Буржа с 1030[2].

      -  N [2].
        -  Жеро (ум. после 1024/1025)[2].

  - Аршамбо[2].
  - Дагоберт (ум. 950/954)[2].
  -  Эммон[2].